# Ramajendas renaudi
Ramajendas renaudi är en djurart som tillhör fylumet trögkrypare, och som först beskrevs av Giuseppe Ramazzotti 1972.  Ramajendas renaudi ingår i släktet Ramajendas och familjen Hypsibiidae. Inga underarter finns listade i Catalogue of Life.